# Vroegchristelijke grafstenen in de Sint-Servaasbasiliek
De vroegchristelijke grafstenen in de Sint-Servaasbasiliek zijn een vijftal grafstenen met inscripties uit de vroegchristelijke periode in de Sint-Servaasbasiliek in de Nederlandse stad Maastricht. Vier van de vijf grafstenen bevinden zich tegenwoordig in het lapidarium van de kerk in de oostcrypte; één steen is ingemetseld in het westwerk van de kerk. De grafmonumenten uit de vijfde en zesde eeuw zijn, samen met Maastrichtse aardewerkfragmenten met christelijke symbolen, de oudste tastbare bewijzen van christendom in Nederland.

## Historische achtergrond: Maastricht in de vijfde en zesde eeuw

### Vroege stadsontwikkeling
Maastricht was in de Romeinse tijd een relatief kleine nederzetting. Anders dan de meeste andere (en grotere) plaatsen, behield het na het uiteenvallen van het Romeinse Rijk een zekere strategische functie door de aanwezigheid van de Romeinse Maasbrug. Het in 333 gebouwde castellum van Maastricht beschermde deze brug, een essentiële schakel in de Via Belgica, de grote weg van Keulen via Tongeren naar de kust. Vanaf de zesde eeuw kregen de Merovingische vorsten het in Maastricht en het Maasland voor het zeggen en begon de moeizame integratie tussen de nieuwkomers, de Franken, en de inheemse Gallo-Romeinse bevolking. Binnen de castellummuren zijn nauwelijks bewoningssporen uit de Merovingische periode aangetroffen, terwijl daarbuiten juist dikke ophogingslagen duiden op intensieve bewoning. Mogelijk was het castellum in deze periode in gebruik bij de Merovingische koningen, regionale hertogen of bisschoppen, die het fort slechts af en toe bewoonden.
De publicaties van de Leidse mediëvist Frans Theuws hebben na 2000 tot nieuwe inzichten geleid over de vroeg-stedelijke ontwikkeling van Maastricht. Waar voorheen werd uitgegaan van een centrale rol van het castellum, legt Theuws de nadruk op het Sint-Servaascomplex, waar vanaf de late vierde eeuw het graf van Sint-Servaas de katalysator was voor de groei van de stad. Waar zich in deze tijd het burgerlijk en handelscentrum bevonden, de vicus en de portus, is nog niet met zekerheid vastgesteld, hoewel Wyck alleen al vanwege de naam een sterke kandidaat lijkt.
Bij diverse archeologische opgravingen in en rondom de Sint-Servaaskerk en op het Vrijthof zijn tot nu toe ongeveer 1135 graven uit de laat-Romeinse en vroegmiddeleeuwse periode gevonden, waarvan enkele honderden uit de 5e en 6e eeuw. Een groot aantal graven bevatten grafgiften, zoals glas en aardewerk, messen, bijlen (saxen) en andere werktuigen, gespen, munten, kralen van goud, glas en barnsteen, halskettingen, oorringen, armbanden, ringen, broches, spelden en andere sieraden. Met name het aantal kralen (enkele duizenden) is opvallend. De bijgaven duiden op niet-christelijke begravingen. Elders zijn sporen van nijverheid aangetroffen, zoals metallurgie, pottenbakkerij, hertshoornbewerking (onder andere kammen) en glasfabricage (met name van kralen). De schaal van de economische activiteiten is voor de Merovingische periode uitzonderlijk te noemen. Maastricht lijkt aan het eind van de zesde eeuw met de aanduiding urbs treiectinsis (stad van Tricht) bij Gregorius van Tours, een volwaardige stedelijke nederzetting te zijn geworden.

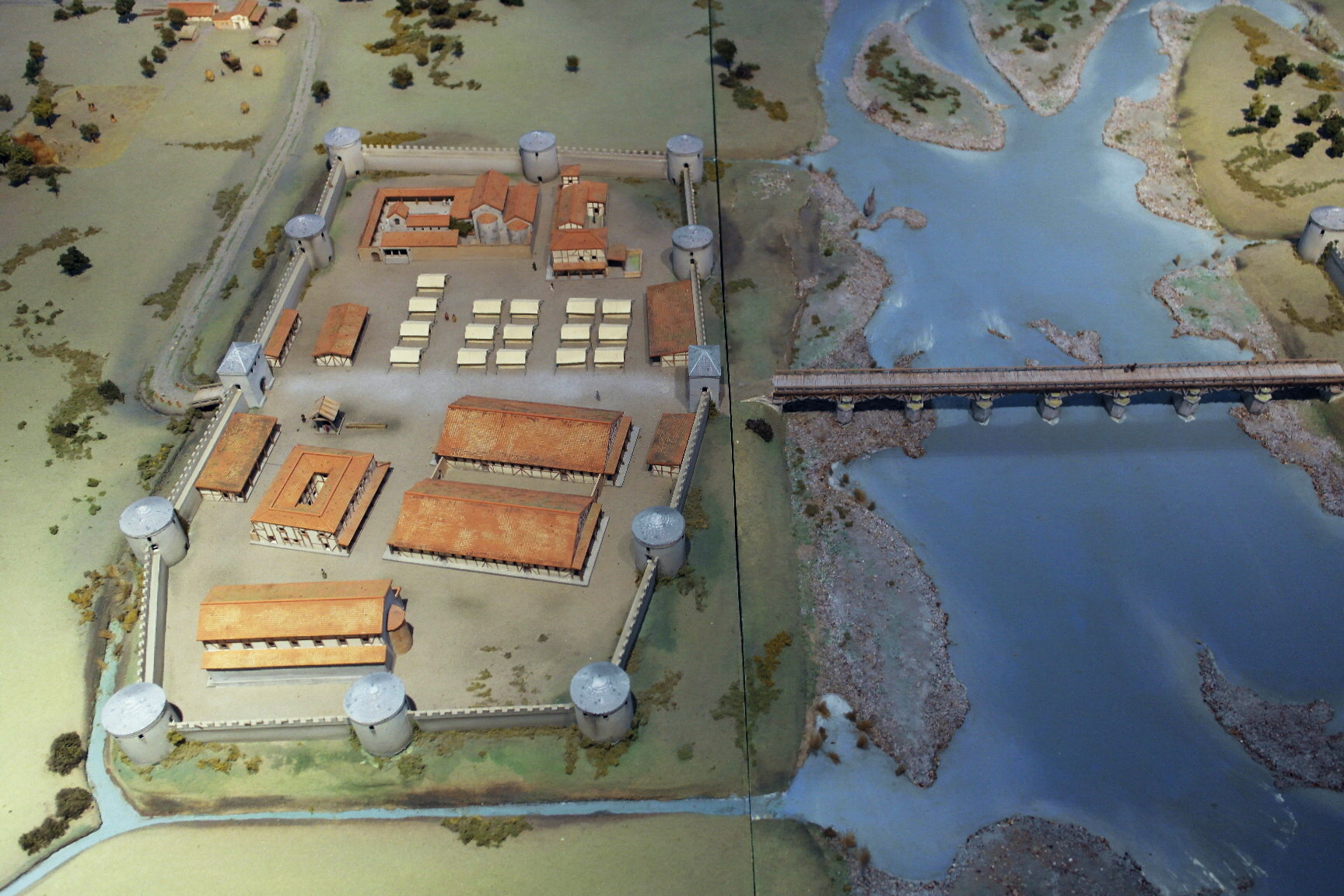
Maquette van de Romeinse brug en het vierde-eeuwse castellum
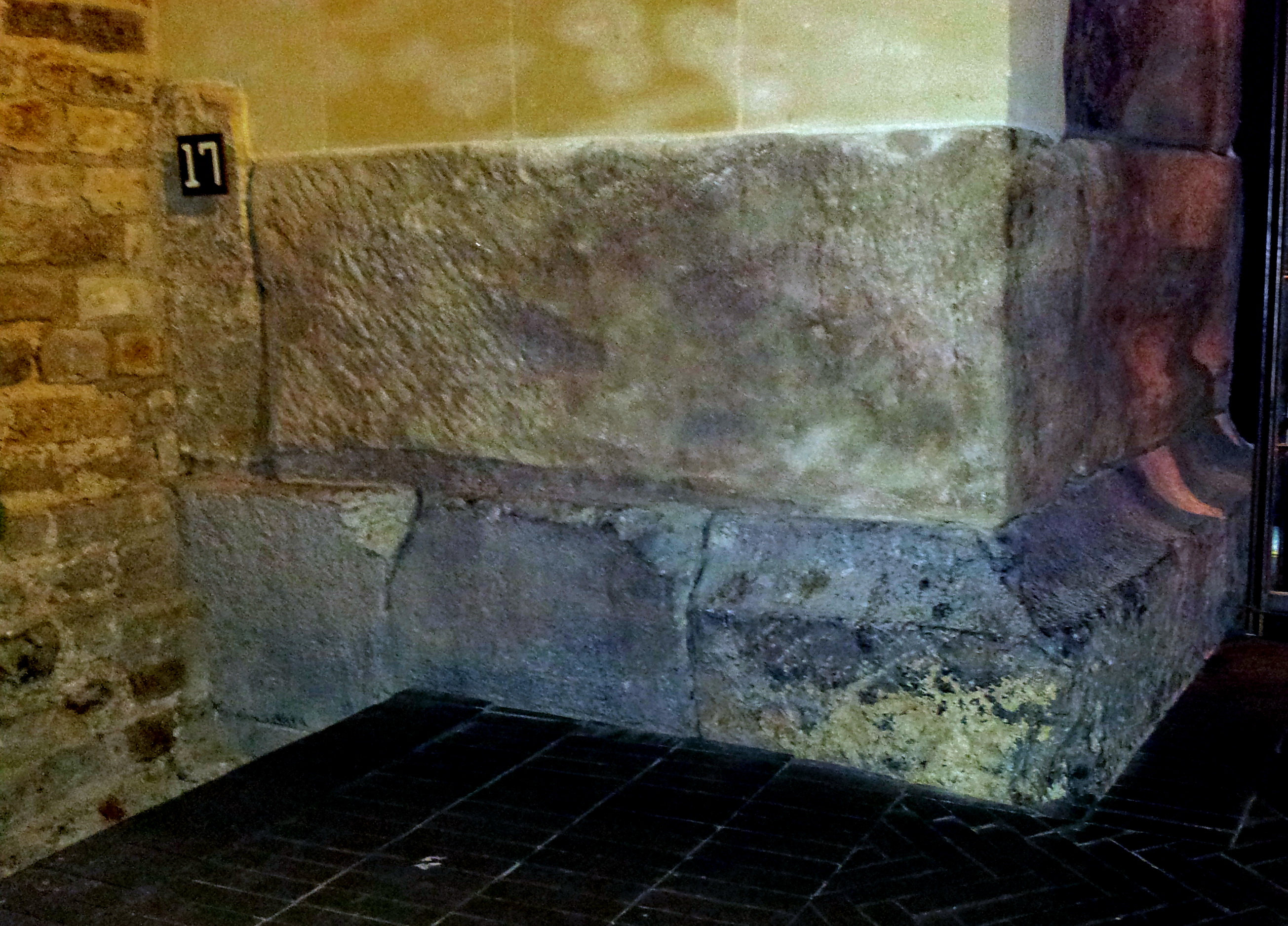
Deel van de westelijke castellumpoort, Museumkelder Derlon
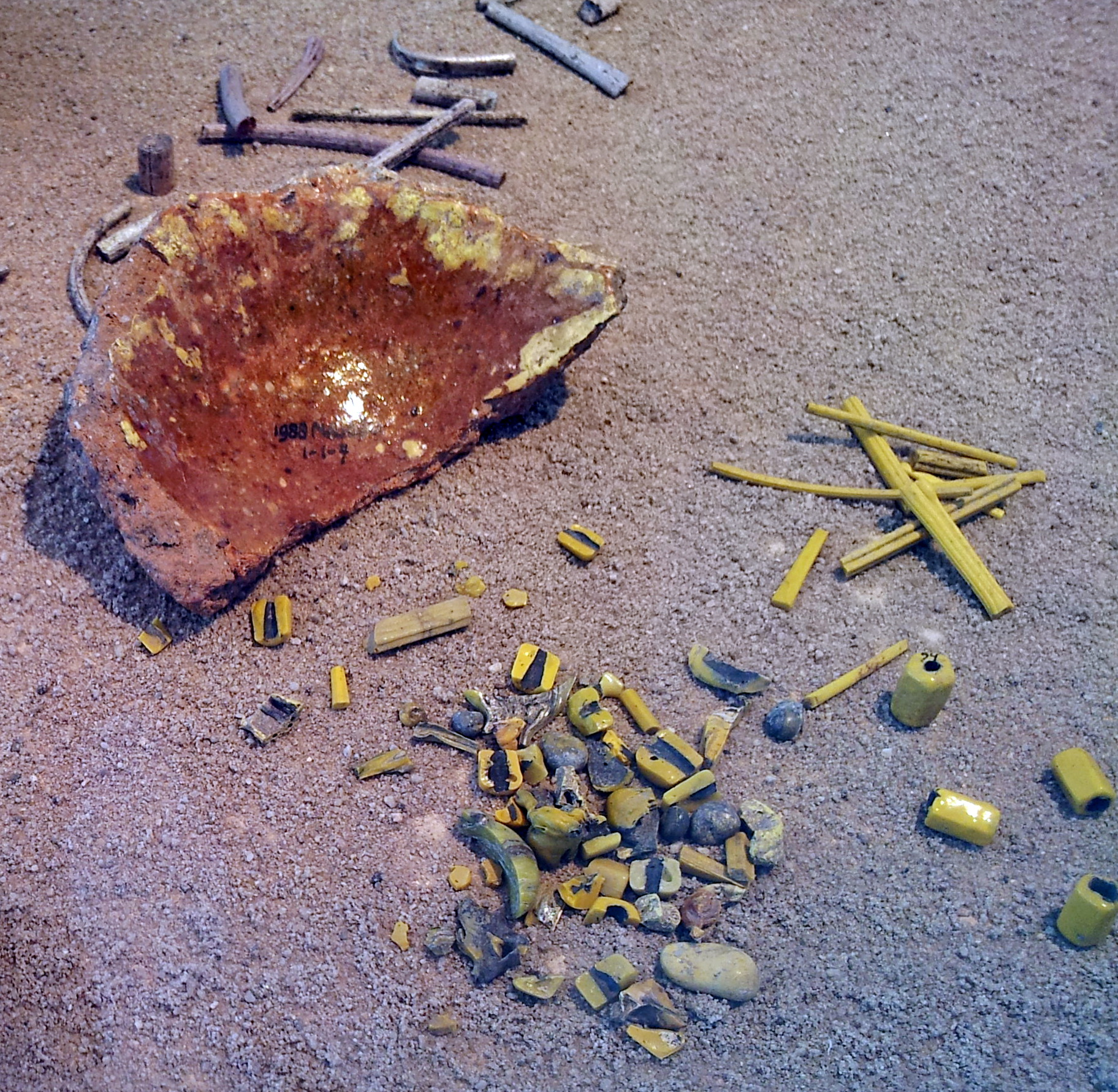
Potscherf en restanten van glasfabricage, Jodenstraat, ca. 600, Centre Céramique
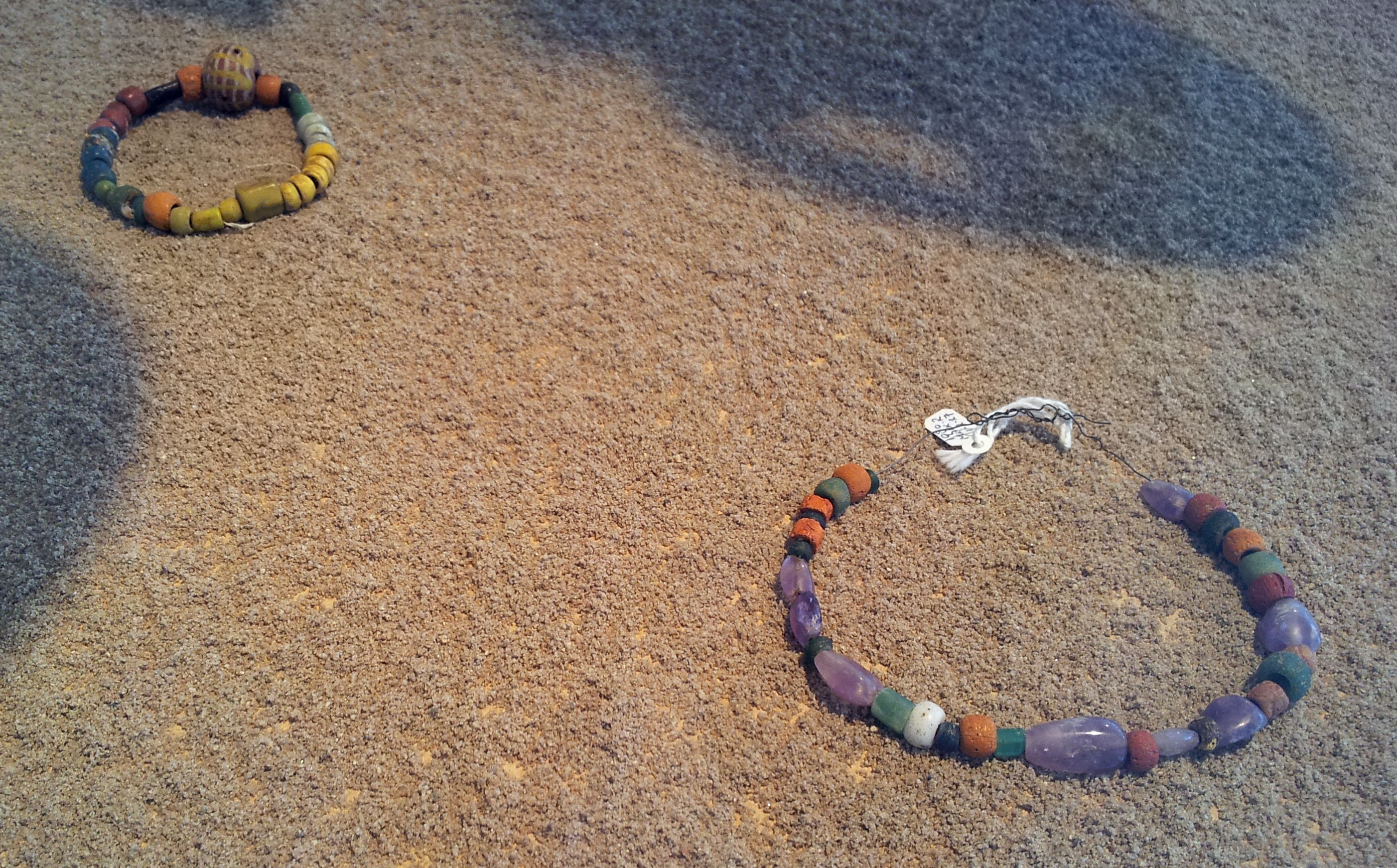
Merovingische kralen, bijgaven Vrijthof-graven, Centre Céramique

### Het bisdom Tongeren-Maastricht
In de Romeinse tijd was Tongeren (Atuatuca Tungrorum) waarschijnlijk de grootste stad (municipium) in de huidige Nederlanden en tevens de civitas-hoofdplaats van de Tungri. Het christendom had hier al vroeg aanhangers, mogelijk al rond het midden van de derde eeuw, de periode waarin de eerste bisschoppen van Trier actief waren. Volgens de overlevering was de derde bisschop van Trier, Maternus (begin vierde eeuw), tevens de eerste bisschop van Tongeren. De bekendste Tongerse bisschop was Servatius, die tevens de eerste bisschop van Maastricht zou zijn geweest. Sulpicius Severus noemt deze Servatio Tungrorum episcopus als een van de deelnemers van het Concilie van Rimini in 359.
Opgravingen in de Onze-Lieve-Vrouwebasiliek in Tongeren hebben mogelijk restanten van een kerk uit de late vierde of vijfde eeuw aan het licht gebracht. Toch is het algemene beeld van de stad in deze periode er een van achteruitgang. Wanneer de bisschopszetel verplaatst werd naar Maastricht, is niet duidelijk; wellicht hadden de bisschoppen geen vaste residentie of wisselde deze in de loop der eeuwen. De geschiedenis van het bisdom Maastricht tot aan het begin van de zesde eeuw berust louter op apocriefe teksten. Pas in de zesde eeuw blijkt Maastricht werkelijk bisschopsstad te zijn. In 535 ondertekende Domitianus van Hoei de acta van het Concilie van Auvergne als bisschop van de kerk der Tungri, "quod est Traiectum" ("die te Maastricht is"). Voor die tijd werd slechts gesproken van het "bisdom der Tungri". Bisschop Monulfus koesterde in de tweede helft van de zesde eeuw grote ambities voor de bisschopszetel. Op de Romeinse begraafplaats, waar zich een zekere cultus rond Servatius had ontwikkeld, vond hij het graf van de heilige en bouwde daarboven zijn magnum templum. Door sommige auteurs wordt hieruit geconcludeerd dat Monulfus waarschijnlijk Sint-Servaas creëerde. Anderen houden vast aan zijn historiciteit.

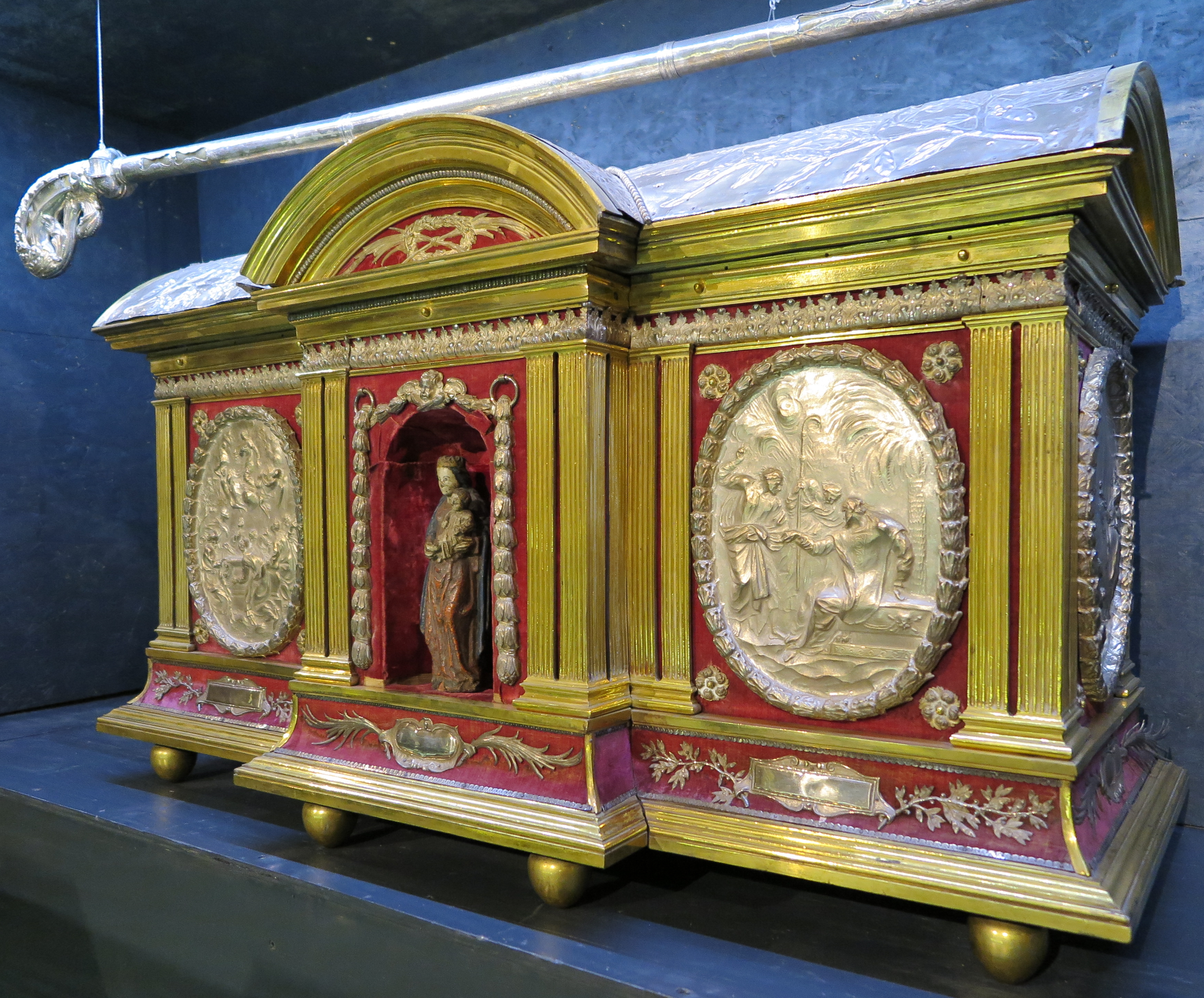
17e-eeuws reliekschrijn en bisschopsstaf van Maternus, Onze-Lieve-Vrouwebasiliek, Tongeren
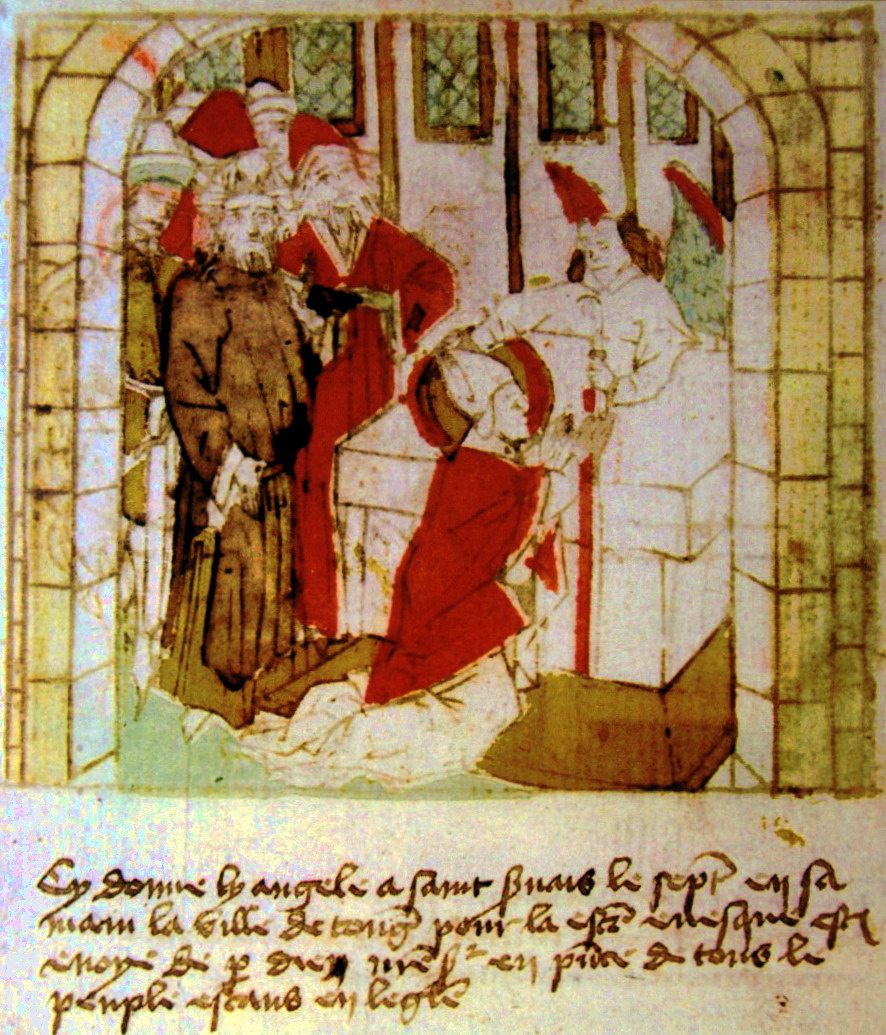
Servaas ontvangt te Tongeren de mijter en kromstaf, Blokboek van Sint-Servaas, ca 1460
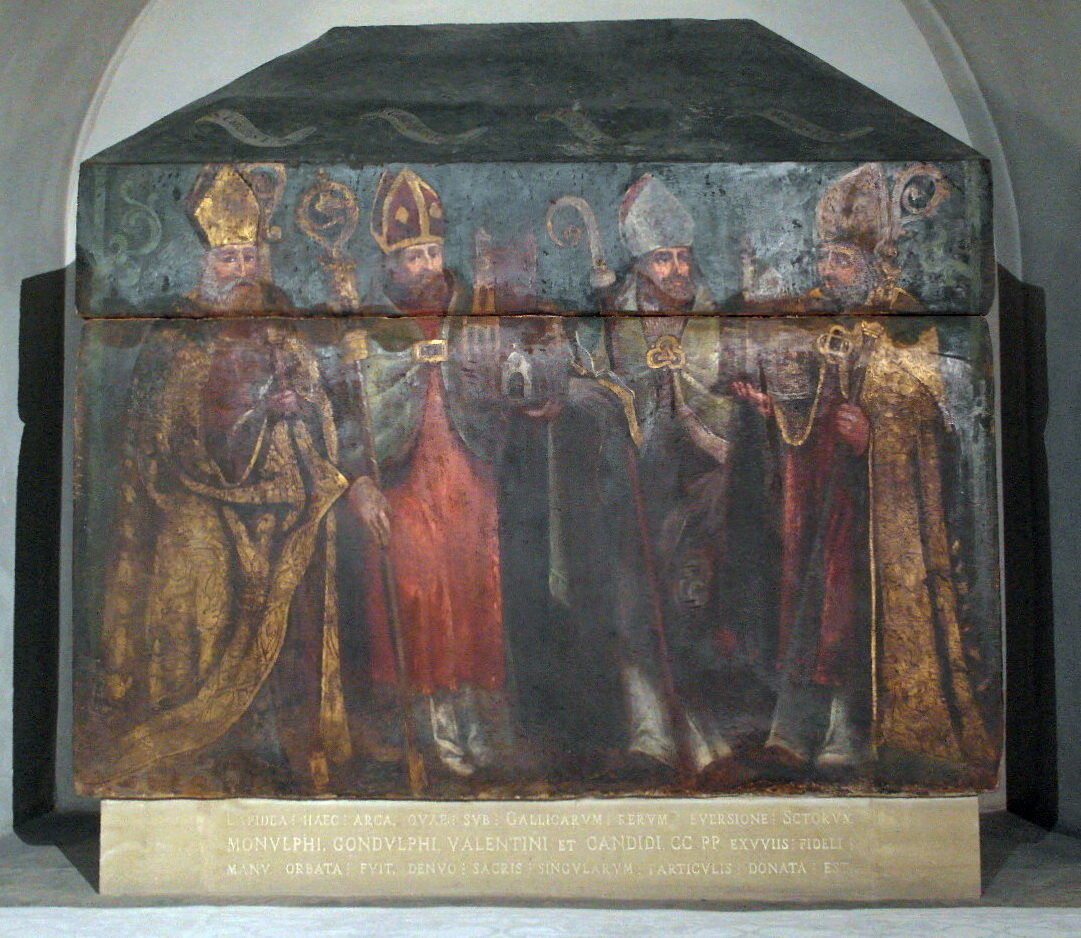
Sarcofaag met schildering van bisschoppen van Tongeren en Maastricht, vieringscrypte Sint-Servaasbasiliek
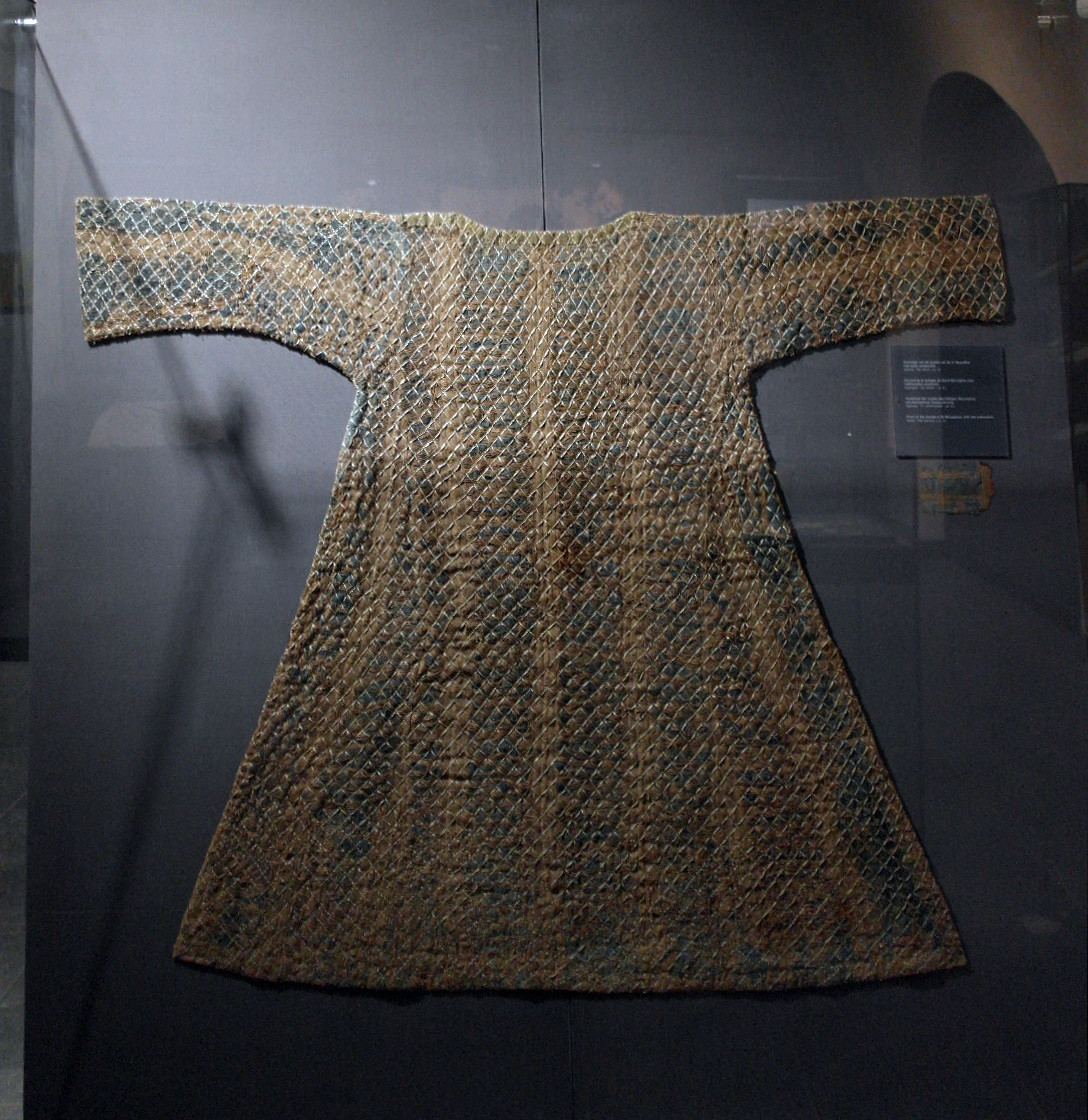
Zogenaamd 'kleed van Monulfus', schatkamer Sint-Servaasbasiliek

### Vroegmiddeleeuwse kerken in Maastricht
Volgens de traditionele opvatting was de Onze-Lieve-Vrouwekerk de oorspronkelijke bisschopskerk van het bisdom Maastricht en was de Sint-Servaaskerk de grafkerk van de bisschoppen, ontstaan rondom het graf van de eerste bisschop, Sint-Servaas. Bij die zienswijze kunnen veel vraagtekens worden gezet. De  Onze-Lieve-Vrouwekerk bevond zich immers binnen het castellum, dat volgens de meeste historici koninklijk bezit moet zijn geweest. Later bleken de Luikse bisschoppen het hier voor het zeggen te hebben. Bij de Sint-Servaaskerk is het precies andersom: de eerste stenen kerk werd gebouwd door de bisschoppen, maar later bleek de kerk koninklijk bezit te zijn. Een bezitsruil, voorgesteld door Piet Leupen, roept evenveel vragen op als er beantwoord worden. Over eventuele voorlopers van de Onze-Lieve-Vrouwekerk tast men in het duister, aangezien in deze kerk nooit archeologische opgravingen hebben plaatsgevonden. Een Merovingisch kapiteel dat hier werd aangetroffen, zou kunnen wijzen op een zeer hoge ouderdom. Ook zijn nabij de kerk relatief veel potscherven met vroegchristelijke motieven aangetroffen.
Van de Sint-Servaaskerk daarentegen is de bouwgeschiedenis min of meer bekend, vooral na de grootscheepse opgravingscampagne onder leiding van Titus Panhuysen in de jaren 1980. Gregorius van Tours schreef eind zesde eeuw dat op het graf van de heilige een houten grafkapel stond, die diverse malen herbouwd was, totdat bisschop Monulfus hier de eerste Merovingische kerk (ca. 560-675) stichtte. Bij de opgravingen ontdekte Panhuysen fundamenten en muurresten van een laat-antieke kapel, mogelijk de door Gregorius genoemde cella memoriae. Een waterbassin of  piscina (wellicht een doopbekken) aan de zuidkant van dit gebouwtje kon aan de hand van muntvondsten gedateerd worden op circa 400. Bij dezelfde opgravingscampagne is ook de kerk van Monulfus teruggevonden, de magnum templum. Het gebouw was 15 meter breed. Doordat in de elfde eeuw een deel van de fundamenten is verwijderd, is niet bekend hoe ver dit gebouw naar het oosten doorliep. Waarschijnlijk is de kerk rond 650 een vijftal meters in westelijke richting uitgebreid, waardoor de cella memoriae uit de eerste bouwfase binnen de Merovingische kerk kwam te liggen.
De relatief vroege aanwezigheid van het christendom in Maastricht zou een verklaring kunnen zijn voor een wijziging in de manier van begraven vanaf de vierde eeuw. Vóór die tijd cremeerde men de doden en begroef men de as, waarbij vrijwel altijd grafgiften werden meegegeven. Na die tijd vonden met name dicht bij de Sint-Servaaskerk voornamelijk inhumaties plaats, waarbij de dode met het voeteneind naar het oosten werd gelegd, en waarbij grafgiften meestal ontbreken. Dat niet alle Maastrichtenaren in de vijfde en zesde eeuw het christelijk geloof aanhingen, blijkt uit het blijvend hoge aantal graven met bijgaven. Uitzonderlijk goedgevulde graven uit de zesde eeuw zijn het "graf van de rijke dame" (graf 94) in de Sint-Servaaskerk en het "graf van Bobo" op het terrein van de Romeinse villa Borgharen-Pasestraat. Op het platteland had het christendom zeker tot de zevende eeuw weinig invloed.

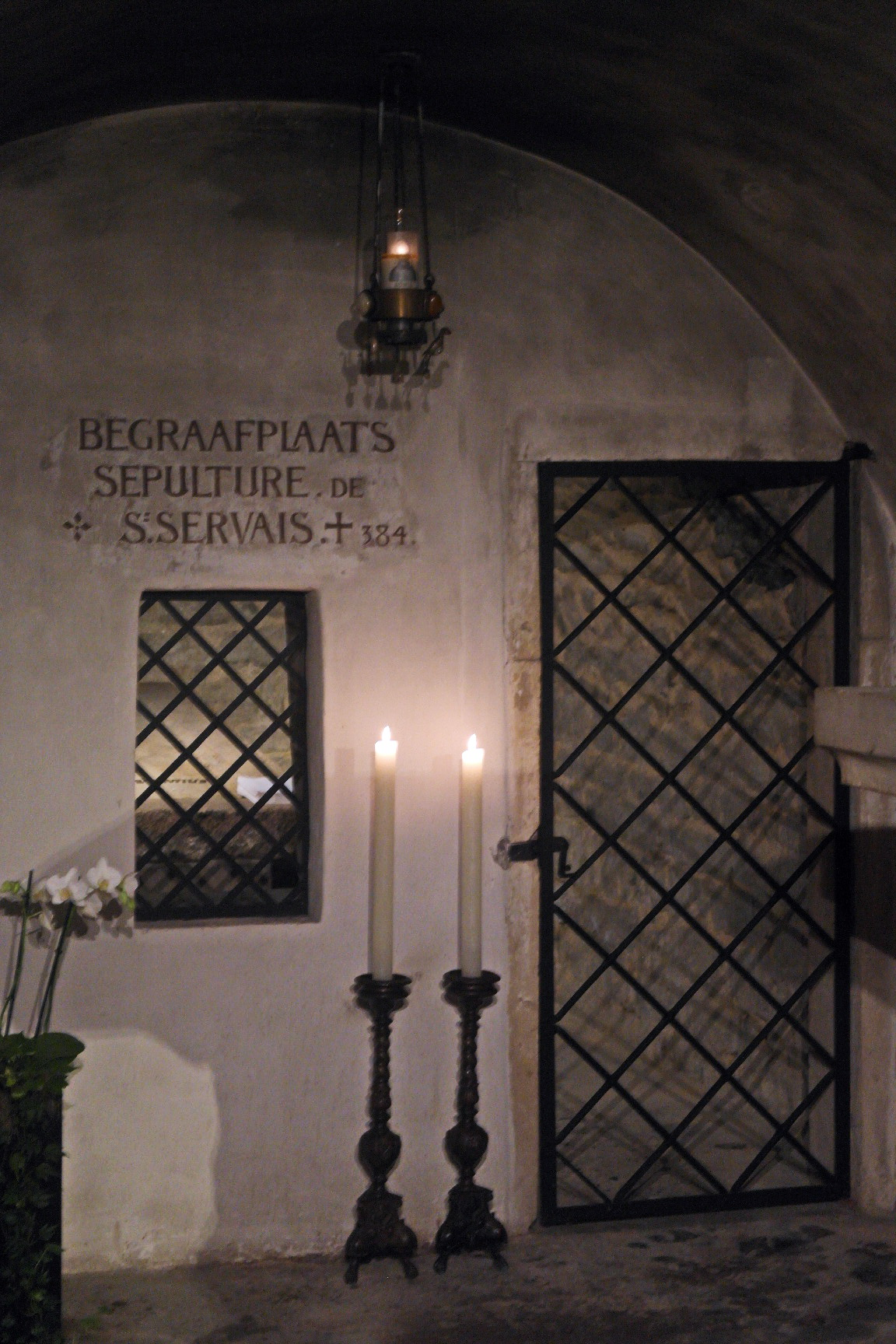
Crypte van Sint-Servaas, 4e-11e eeuw
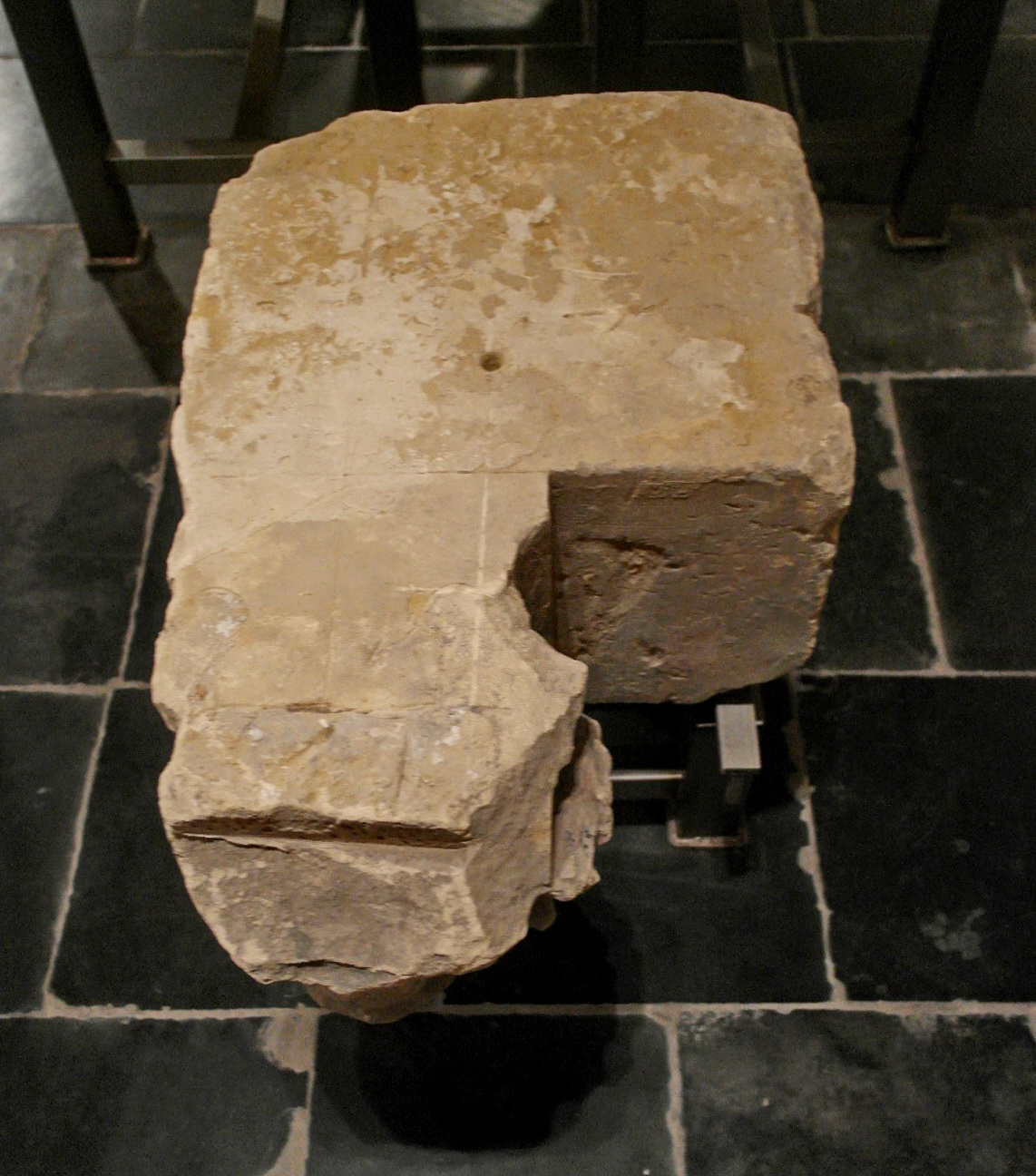
Fragment waterbassin bij cella memoriae, 4e-6e eeuw
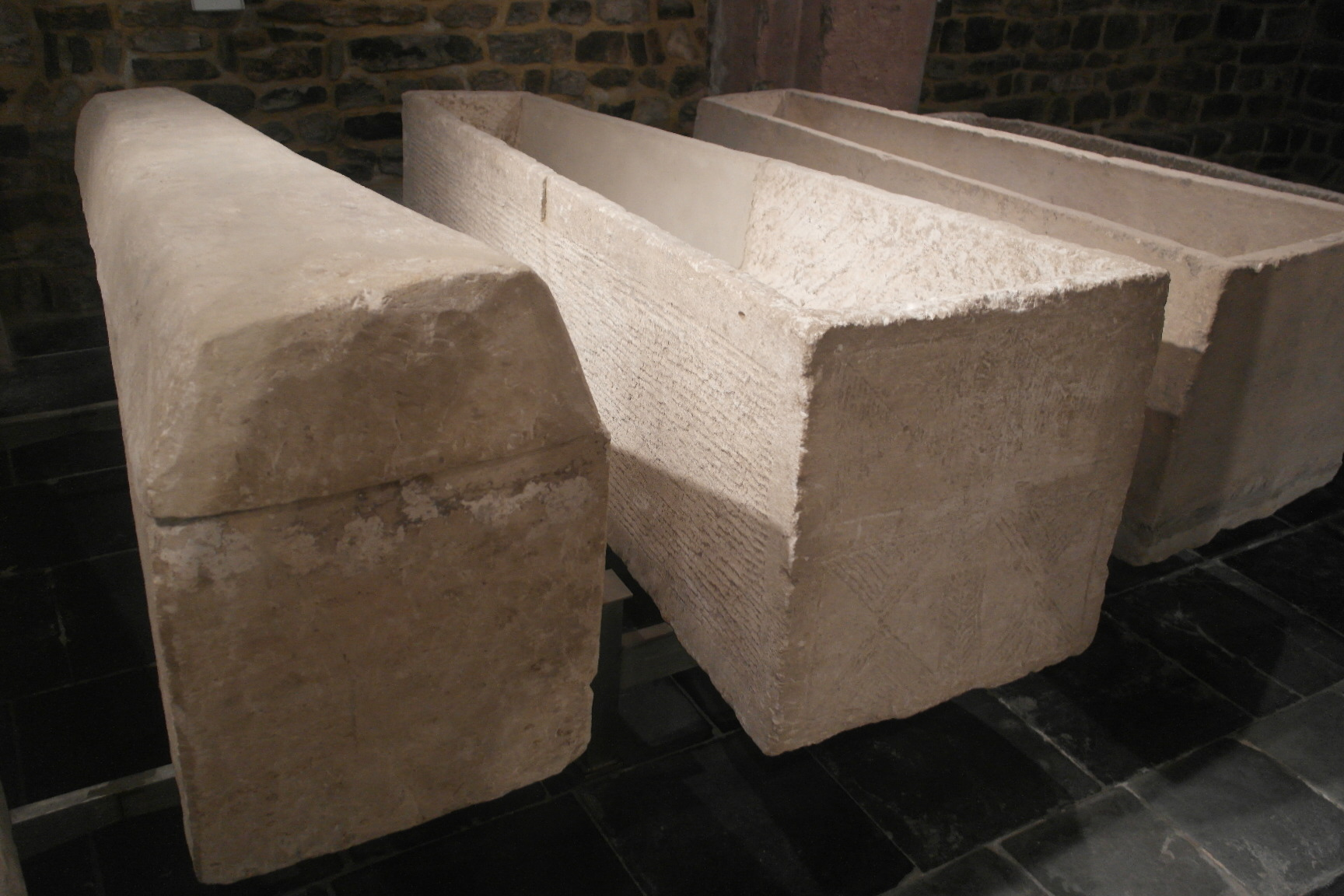
Frankische sarcofagen, 7e-9e eeuw, oostcrypte
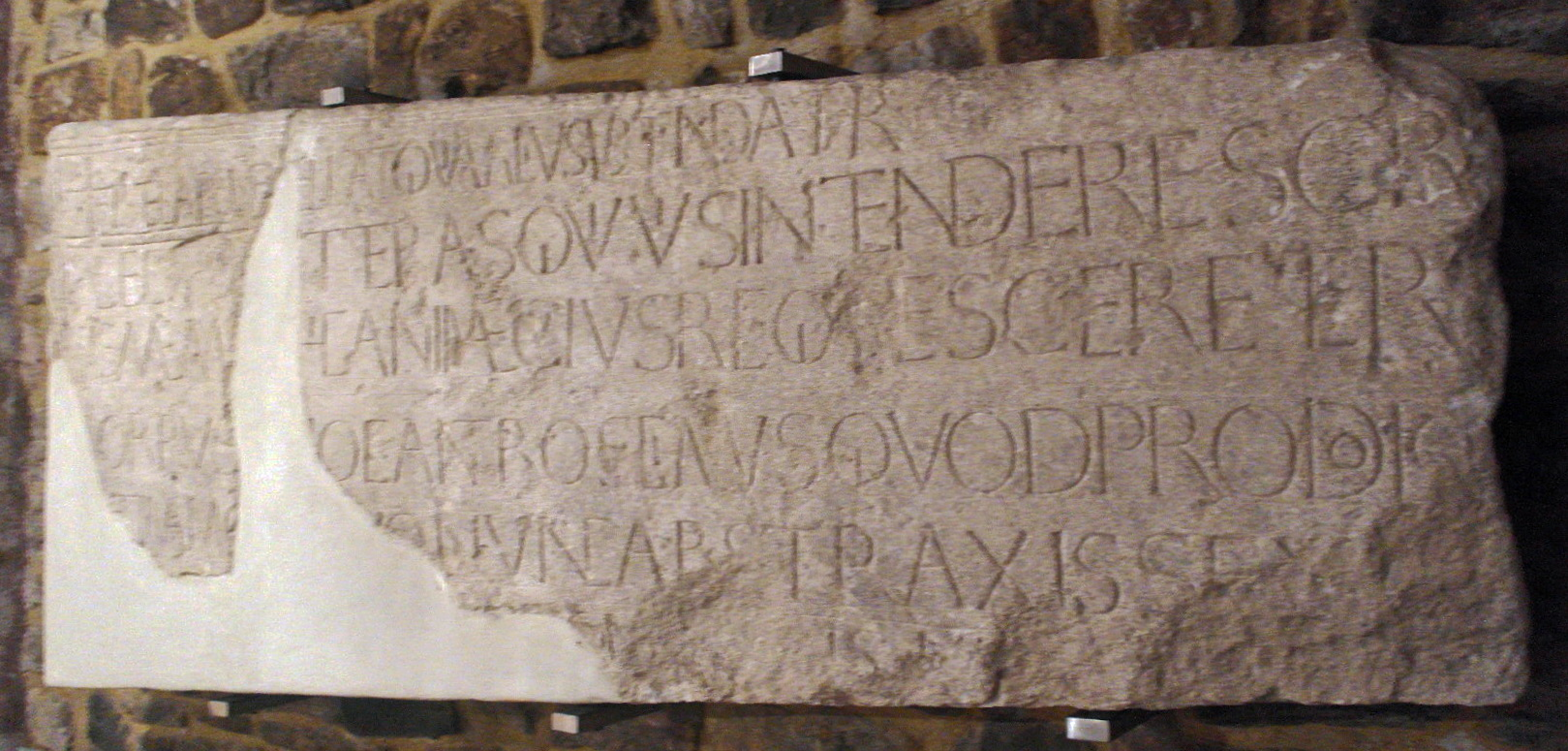
Karolingisch sarcofaagdeksel met inscriptie, oostcrypte

## Beschrijving grafstenen
Van de vijf vroegchristelijke grafstenen in de Sint-Servaasbasiliek bevinden er zich vier in het lapidarium van de kerk in de oostcrypte, waar op een informatiepaneel uitleg wordt gegeven over deze bijzondere stenen. De vijfde grafsteen bevindt zich in het westwerk van de kerk. Slechts een van de stenen is (mogelijk) in situ aangetroffen, dat wil zeggen op de plaats waar de betreffende overledene begraven is; in dit geval de laat-Romeinse en vroeg-Frankische begraafplaats op en rondom het Vrijthof. De andere stenen zijn in de elfde eeuw bij de bouw van het westwerk van de kerk secundair gebruikt als spolia. Vier van de vijf stenen zijn afkomstig van een kindergraf. Wellicht zijn die stenen, die kleiner en dus handzamer waren, bewaard gebleven doordat ze in hun geheel als bouwsteen gebruikt konden geworden. Van vier overledenen wordt de naam op de steen genoemd. De opschriften zijn zonder uitzondering in het Latijn en ingebeiteld in Romeinse kapitalen.

### Grafsteen van Amabilis
Deze steen is in 1901 in de westbouw van de kerk gevonden, werd daarna enkele tientallen jaren in de schatkamer bewaard en bevindt zich sinds 1992 in de oostcrypte. Het grafmonumentje van Limburgse mergel is 36,5 cm hoog en 53 cm breed. De dikte bedraagt 29,8 cm. De steen dateert uit het begin van de vijfde eeuw, wat op te maken valt uit het grafschrift. De lettergrootte varieert tussen de 4 en 5 cm. Van de vijfregelige inscriptie is de vierde regel moeilijk en de vijfde nauwelijks leesbaar. Het opschrift luidt: (H)IC PAVSAT · AMABELES · IN C(H)RISTO · Q(U)I VIXIT AN(NOS) · [IIII] M(ENSES) VI D(IES) XII, wat vertaald kan worden als: Hier rust in Christus Amabilis, die 4 jaar, 6 maanden en 12 dagen leefde. De inscriptie geldt algemeen als de oudste christelijke in Maastricht. Amabilis is daarmee tevens de eerste christen in Nederland, waarvan de identiteit onomstotelijk vaststaat.

### Grafsteen van Saturninus
Ook deze steen is in 1901 in de westbouw van de kerk aangetroffen, waar hij ondersteboven was ingemetseld in de trap van de zuidelijke toren. De steen belandde in de schatkamer en bevindt zich sinds 1992 in de oostcrypte. Het beschadigde monumentje van kalksteen meet 38 x 25 cm en is 18,5 cm diep. De lettergrootte varieert tussen de 4 en 5,6 cm. Het zeer slecht leesbare opschrift luidt waarschijnlijk: [TE]TOLVM · [S]ATVRN[INO (?) INI (?)] · [Q]VI VIXSIT[--- (?) AM] · [I]CVS DV[LCI] · [S]SIMVS A[MICO], wat vertaald kan worden als: dit is het graf van Saturninus die [... jaren leefde], voor zijn vriend als beste vriend. Niet geheel duidelijk is waarom diverse auteurs deze grafsteen als christelijk hebben betiteld. Saturninus leefde waarschijnlijk in de vijfde eeuw, misschien in het begin van de zesde eeuw.

### Grafsteen van Aluuefa
Deze steen werd in 1915 ontdekt in het muurwerk van het westwerk boven de Keizerzaal, waar hij in elk geval in 1988 nog zat. Omstreeks 1992 is hij verplaatst naar het lapidarium in de oostcrypte. De afmetingen van het kalkstenen grafmonument bedragen 46,5 x 38,5 cm. De grafsteen is aan de bovenzijde gedecoreerd met een eenvoudig rankenmotief. De andere drie zijden zijn beschadigd. Onder de tekst bevindt zich een Christusmonogram met Alfa en Omega aan de kruisarmen. De lettergrootte varieert van 1,5 tot 2,3 cm. Het uit zes regels bestaande opschrift luidt: TETVLM TVTISQVE VOTIS · (H)IC IACIT ALVVEFA INNOCENS · FVNERE CAPTA QVI VIXSIT · ANNVS III VIVERE DVM POTVIT · FVIT DOLCICISSIMA TVTVS · [I]N PACE FEDELES RECESIT. De vertaling luidt: grafmonument opgericht volgens belofte, hier ligt Aluuefa, onschuldig, door de dood weggenomen, zij leefde drie jaar, de tijd die haar gegeven was, voor allen was zij lief, als gedoopte ging zij heen in vrede. Aluuefa of Alwefa of Aluvefa is een Germaanse naam. Ze leefde waarschijnlijk in de late vijfde of in de zesde eeuw. Niet alleen de Germaanse naam, maar ook het grote aantal vulgarismen in de Latijnse tekst en de schrijfwijze van bepaalde letters wijzen eerder in de richting van de latere datering. De formulering vanaf de tweede regel is min of meer standaard in het Maas-Rijnland en komt met name veel voor in Trier en Keulen.

### Grafsteen van Felegaridus
Deze grafsteen (geen afbeelding beschikbaar) is in 1931 ontdekt op een hoek van de noordelijke trap in het westwerk, waar hij zich nog steeds bevindt. De steen is 57,6 cm hoog, 28 cm breed en 15 cm dik en is momenteel een kwartslag gedraaid. De rechterzijde (thans de onderkant) is zwaar beschadigd. De grafsteen uit de zesde eeuw heeft aan de bovenzijde een primitieve zigzagversiering en mogelijk andere, niet herkenbare decoraties. Het uit negen regels bestaande opschrift bestaat uit regelmatige letters met een hoogte van 2,5 cm. Tussen de afzonderlijke woorden bevinden zich driehoekige tekens, die onregelmatig geplaatst zijn. De tekst luidt: TTEOLVM.FELE · GARIDV.QVI VIXE · T.PELVS MEN(V)S · ANN(V)S II ME(N)SE · APERILE.INNOCE NS · RECESET.ADST · ANTE.PATRE. · PREIHTEV · FEIOGASTIS. De vertaling hiervan luidt: dit is het graf van Felegaridus, die ongeveer twee jaar leefde, in april ontsliep hij onschuldig, bijgestaan door de priester Preihteus Feiogastis. Dit is de enige steen waarop, behalve de naam van de overledene, een andere naam wordt genoemd, tevens de enige bekende naam van een Maastrichtse geestelijke uit die tijd, met uitzondering van de bisschoppen. Een replica van deze grafsteen bevindt zich in de collectie van het Rijksmuseum van Oudheden in Leiden.

### Fragment van een grafsteen
Deze steen is de meest recente vondst en werd in 1954 opgegraven in de pandhof, mogelijk op of nabij de oorspronkelijke begraafplaats. Het fragment van donkere Naamse steen dateert waarschijnlijk uit de zesde eeuw en bevindt zich tegenwoordig in het lapidarium in de oostcrypte. Een kopie bevindt zich in de archeologische collectie van het Limburgs Museum in Venlo. De aan alle zijden beschadigde steen is onregelmatig van vorm en is 76 cm hoog, 60 cm breed en 14 cm dik. De steen bevat twee kruissymbolen: een klein Latijns kruis met op het uiteinde van de linkerbalk een duif, en een groter Chi-Rhokruis, met Alfa en Omega aan de kruisarmen, en een duif die met zijn snavel de bovenkant van het kruis raakt. Deze decoratie is voor zover bekend uniek in het Maas-Rijnland. De lettergrootte varieert van 2,5 tot 3 cm. Het regelmatige en elegante schrift herinnert aan de grafstenen uit de Sint-Matthiaskerk in Trier, toegeschreven aan het zogenaamde Atelier II. Het opschrift luidt: NOCENS · DVM POTVVVIT CAR · AVAS DVLCISSIM · PACE RECESSIT, hetgeen betekent: onschuldig, zolang hem/haar leven was gegund, was lief, weinige dagen zeer zacht, overleed in vrede. Ook van deze grafsteen is een replica aanwezig in de collectie van het Rijksmuseum van Oudheden.

## Betekenis
De Maastrichtse grafstenen zijn, voor zover bekend, de enige vroegchristelijke grafmonumenten in Nederland. Vroegchristelijke grafstenen komen vooral voor in gebieden rondom de Middellandse Zee, hoewel ook uit meer noordelijke centra als Keulen, Trier, Boppard, Mainz, Metz en Amiens tientallen voorbeelden bekend zijn.

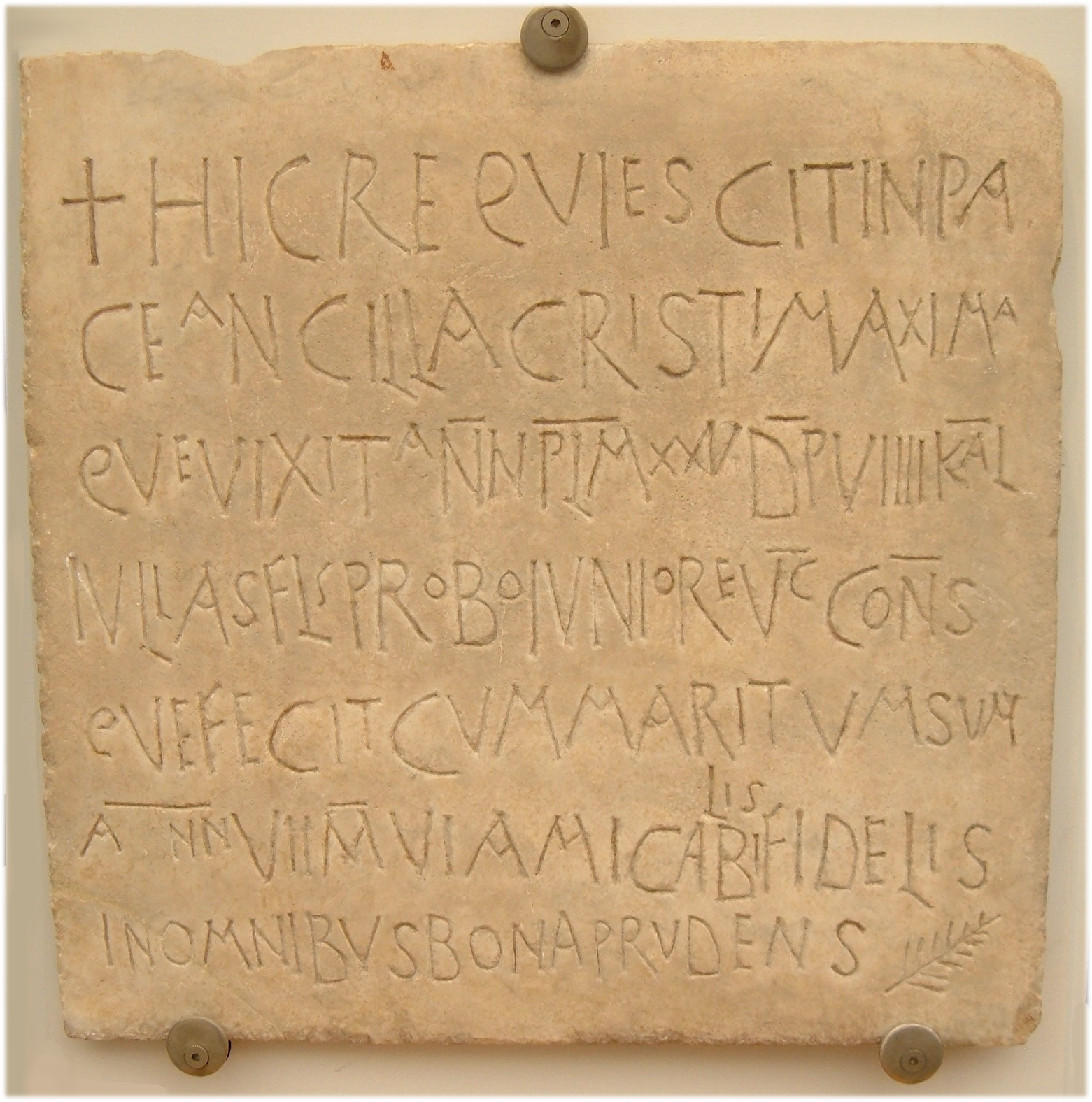
Grafsteen van Maxima (525), Museum van de Thermen van Diocletianus, Rome
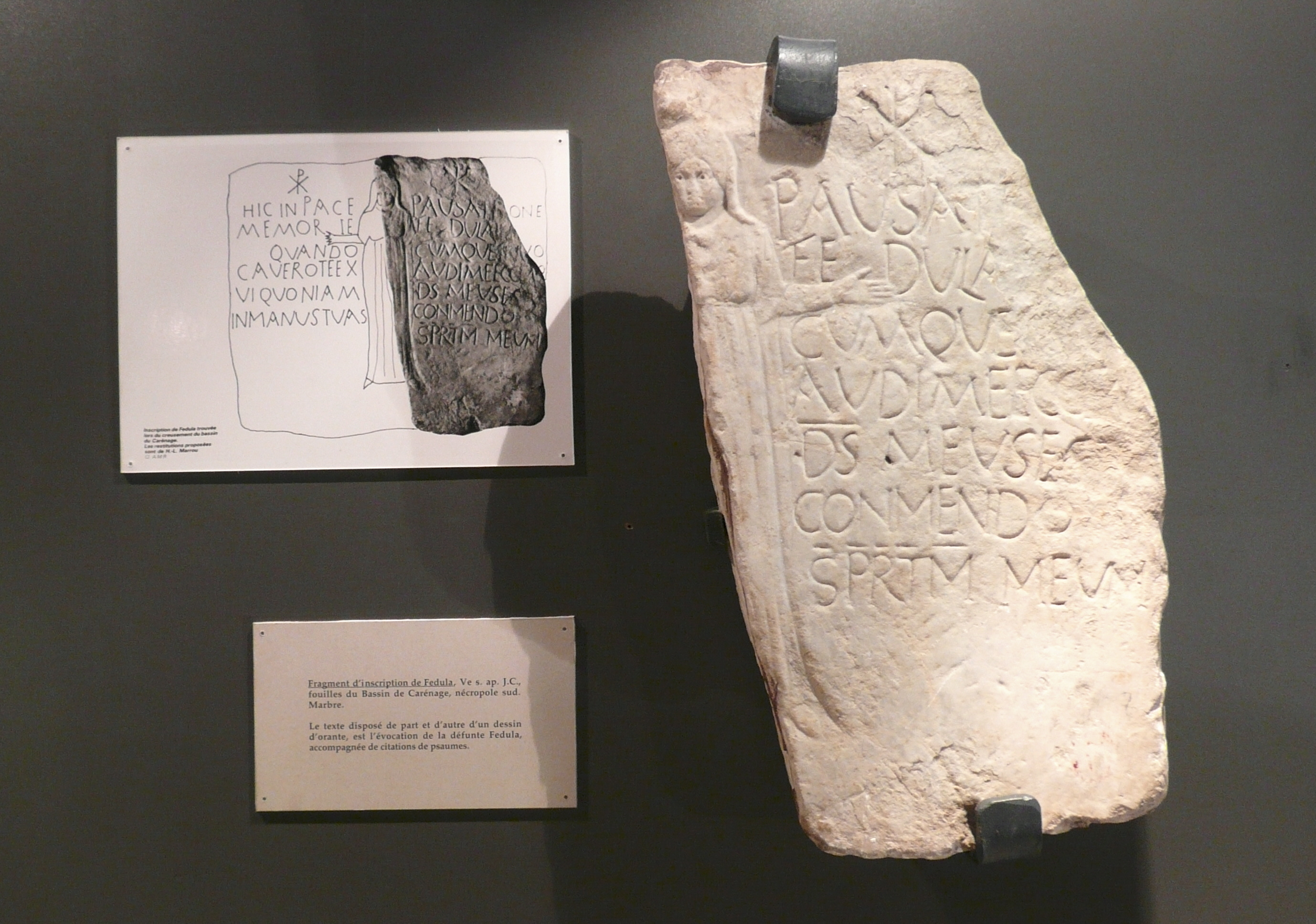
Grafsteen van Fedula met psalmtekst (5e eeuw), Musée d'histoire de Marseille
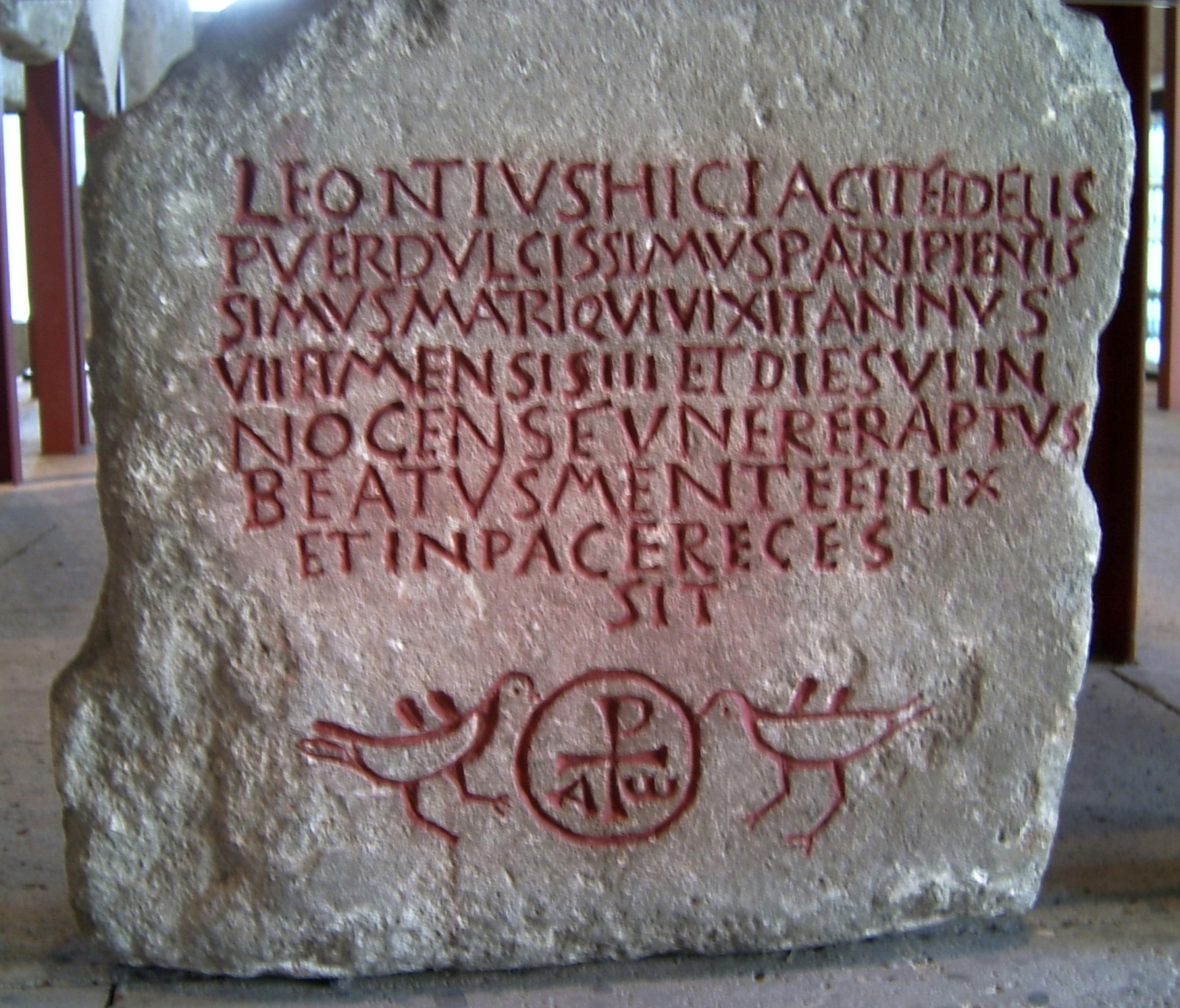
Grafsteen van Leontius (5e/6e eeuw), Römisch-Germanisches Museum, Keulen
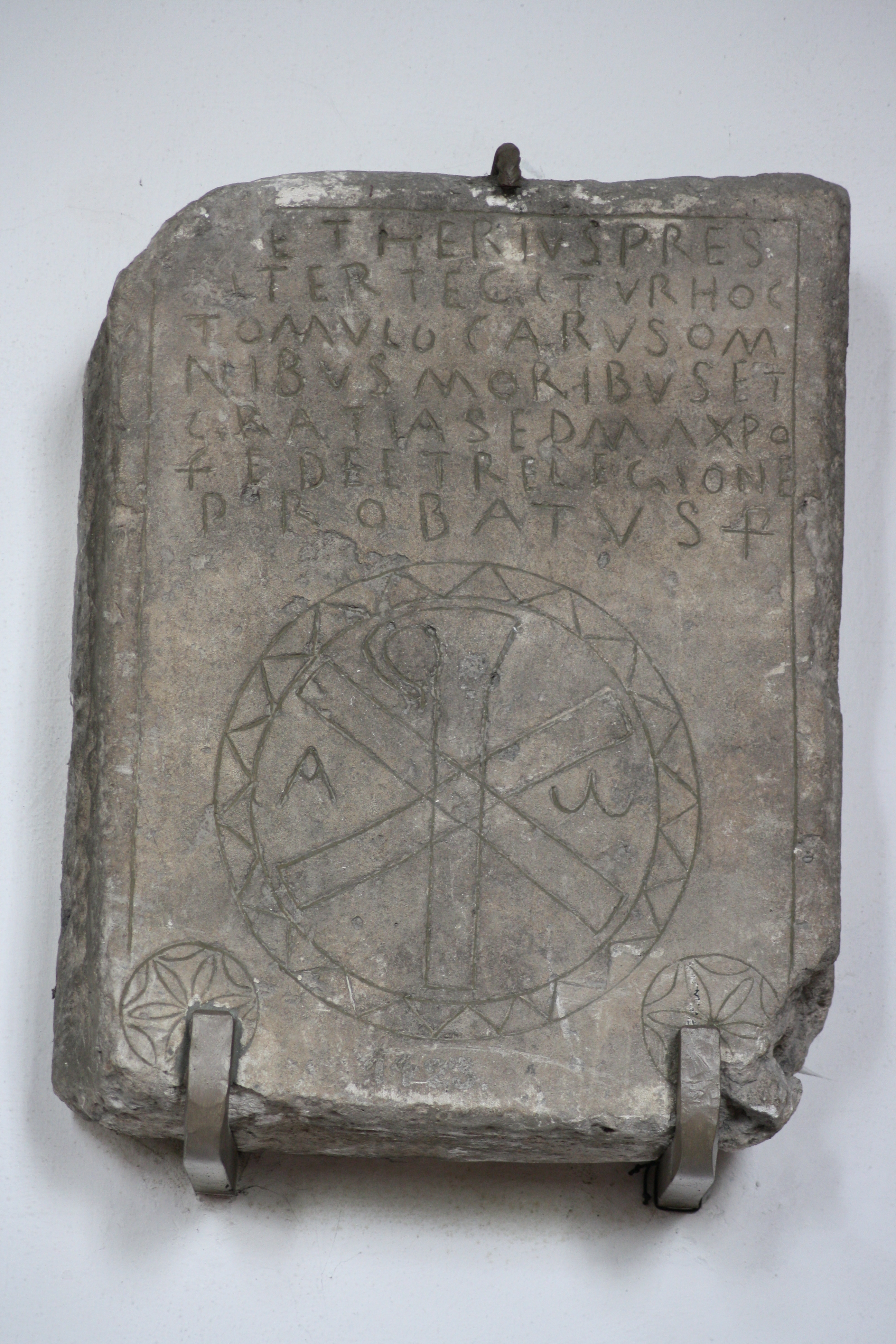
Grafsteen van de priester Etherius (5e eeuw), Basiliek van Sint-Martinus, Bingen

De vijf stenen in Maastricht leveren het bewijs dat zich hier in de vijfde en zesde eeuw een christelijke gemeenschap had gevormd, waaraan priesters waren verbonden en waarbinnen sacramenten als het doopsel en christelijke begrafenisrituelen een plaats hadden. De namen van de overledenen wijzen op een gemengde samenstelling van de gemeenschap: Amabilis en Saturninus duiden op een Gallo-Romeinse oorsprong; Alueefa en Felegaridus zijn Frankische namen.
Dat een deel van de Maastrichtse bevolking in deze periode het christendom nog niet, of niet geheel, had omarmd, zou kunnen worden afgeleid uit de vondst van meer dan duizend graven met bijgaven uit de merovingische periode onder het Sint-Servaascomplex en het aangrenzende Vrijthof. Van de talloze grafgiften was er geen die een duidelijke christelijke signatuur droeg. Hoe dit valt te rijmen met de bewezen aanwezigheid van een christelijke gemeenschap en de zetel van een bisdom, blijft vooralsnog een onopgelost probleem. Vanaf 2003 geeft de mediëvist en archeoloog Frans Theuws leiding aan het langlopende Sint Servatius Project, dat ten doel heeft alle opgravingen op en rondom het Vrijthof uit te werken, in onderlinge samenhang te bestuderen en te publiceren in drie delen. In 2017 is het eerste deel verschenen. Daarin stelt Theuws onder meer dat de overgang naar het christendom vermoedelijk een gefaseerd proces is geweest, waarbij de acceptatie van (sommige) christelijke waarden in de eerste fase, nog niet leidde tot herkenbare christelijke begravingen. Het geïnstitutionaliseerde christendom zoals wij dat nu kennen, manifesteerde zich pas omstreeks de twaalfde eeuw.